# Фрязево (станція)
Фря́зево (рос. Фрязево) — вузлова залізнична станція Горьківського напрямку Московської залізниці в однойменному селищі Ногінського району Московської області. Входить до Московсько-Курського центру організації роботи залізничних станцій ДЦС-1 Московської дирекції управління рухом. За основним характером роботи є проміжною, за обсягом роботи віднесена до 2 класу.
Час руху від Москви-Пасажирської-Курської — від 44 хвилин (для експресів) до 70 хвилин (для прямуючих з більшістю зупинок), від Москви-Пасажирської-Ярославської — близько 1 години 45 хвилин. Відстань від Москви-Пасажирської-Курської — 54 км, від Москви-Пасажирської-Ярославської — 73 км.
Станція Фрязево має високий пасажиропотік. Її використовують для посадки на електропоїзди багато жителів міста Електросталь, розташованого в 5 км північніше. Основна причина — кількість електропоїздів тут значно більше, ніж на лінії, що пролягає безпосередньо через Електросталь.

## Історія
Станція була відкрита в 1879 році під назвою Богородська, як найближча станція до повітового центру, міста Богородська (з 1930 року Ногінськ).
У липні 1885 р почалося будівництво лінії від станції Богородська Московсько-Нижньогородської залізниці на місто Богородськ. Будівництво було виконано в найкоротший термін, вже 3 грудня 1885 в місто Богородськ прийшов перший потяг. Щоб уникнути плутанини однойменна станція Богородська була перейменована на Степаново (одне з найближчих сіл).
У 1904 році станція була перейменована в Гжель — по селу Гжель, розташованому в 15 км південніше. У 1911 році, після того, як через село Гжель була побудована  Люберці-Арзамаська залізниця, станція була перейменована у Фрязево — за назвою найближчого населеного пункту.
У 1972 році була введена в експлуатацію залізниця Моніно—Фрязево, в результаті чого станція Фрязево стала одним з найбільших залізничних вузлів Московської області. Основною метою будівництва лінії була розвантаження ділянки Москва—Фрязево шляхом передачі частини обсягу руху на інший маршрут: замість перевантаженої ділянки Москва-Курська—Купавна—Фрязево на менш завантажену лінію Москва-Ярославська — Митищі — Моніно — Фрязево. Крім того, з'явилася можливість пропуску вантажних поїздів від сортувальної станції Лосиноострівська в Москві по найкоротшому напрямку на Владимир — Горький і далі.
З 2003 року лінія Митищі—Фрязево повністю двоколійна. До цього ділянка Моніно—Фрязево була одноколійна, на ній діяв один проміжний роз'їзд — Колонтаєво.

## Інфраструктура
На станції — дві острівних платформи, вихід на платформи здійснюється із залів очікування з касами і турнікетами, розташованих по обидва боки станції по пішохідному містку, є додатковий пішохідний місток над всією станцією.
Від станції Фрязево відходять чотири двоколійні електрифіковані залізниці: на захід і на схід — головний хід Горьківського напрямку МЗ, на північний захід — хордова лінія Митищі — Фрязево Ярославського напрямку МЗ, на північ — тупикова лінія на Захарово (Ногінськ) і далі як промислова залізниця до Чорноголовки). П'ята залізнична лінія, що відходить від станції Фрязево — це відомча гілка до 502-го заводу з ремонту військово-технічного майна, протяжністю близько 6 км. Лінія одноколійна, неелектрифікована, прямує в південному напрямку. Рух на ній незначний.